# Амадок II
Вижте пояснителната страница за други личности с името Амадок.
Амадок II (на старогръцки: Ἀμάδoκoς; Amadocus II; живял 4 век пр.н.е.) е тракийски цар, член на управляващата одриска династия, вероятно син на Котис I. Претендент за царския престол и с поддръжката на Атина през 358 г. пр. Хр. получава от Керсеблепт териториите между р. Марица и р. Места.

В гр. Маронея са намерени монети с неговия образ. Около 351 г. пр. Хр. владяната от него одриска територия става част от завоеванията на Филип II.